# 서브마린 (영화)
《서브마린》(Submarine)은 미국, 영국에서 제작된 리차드 아요아데 감독의 2010년 코미디, 드라마 영화이다. 2008년 소설 Submarine을 각색한 것이며 영국과 미국 간 합작 영화이다. 노아 테일러 등이 주연으로 출연하였고 마크 허버트 등이 제작에 참여하였다. 서브마린은 아요아데 감독의 데뷔 작품이다.

## 출연

### 주연
- 노아 테일러
- 패디 콘시딘
- 크레이그 로버츠
- 야스민 페이지
- 샐리 호킨스

### 조연
- 젬마 찬

## 기타
- 미술: 게리 윌리엄슨
- 의상: 샤롯 월터
- 배역: 카렌 린제이 스튜어트

## 제작
이 영화는 워프 필름스와 필름4 프로덕션스에 의해 제작되었다. 주요 촬영은 2009년 10월 26일 시작되었으며 촬영으느 2009년 12월 마무리되었다.